# Saint-Hilaire-de-la-Côte
Saint-Hilaire-de-la-Côte är en kommun i departementet Isère i regionen Auvergne-Rhône-Alpes i sydöstra Frankrike. Kommunen ligger i kantonen La Côte-Saint-André som tillhör arrondissementet Vienne. År 2022 hade Saint-Hilaire-de-la-Côte 1 598 invånare.

## Befolkningsutveckling
Antalet invånare i kommunen Saint-Hilaire-de-la-Côte
Referens:INSEE